# Kirche Hl. Großmärtyrer Dimitri (Leskovac)

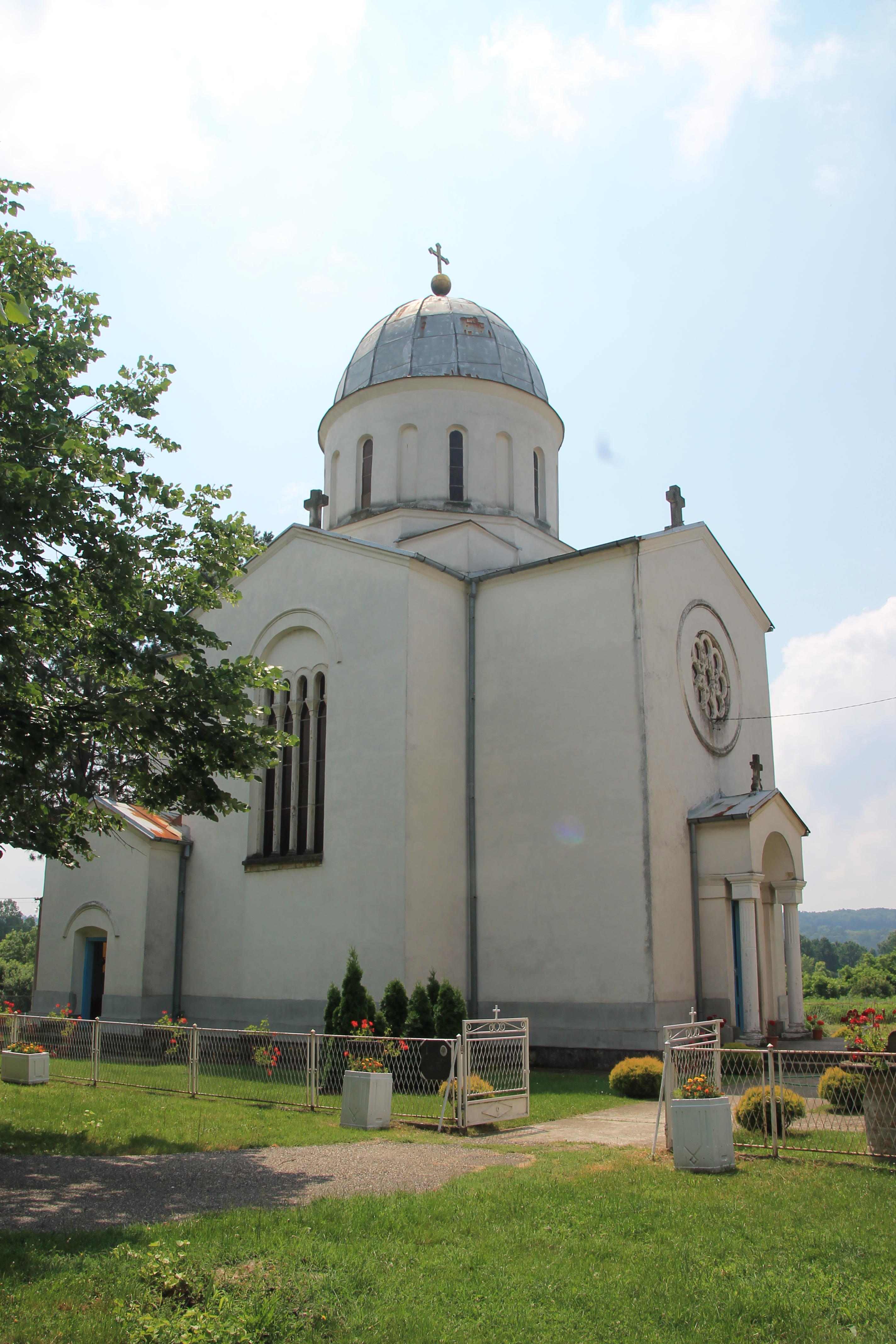
Kirche Hl. Großmärtyrer Dimitri in Leskovac

Die Kirche Hl. Großmärtyrer Dimitri (serbisch: Црква Светог великомученика Димитрија, Crkva Svetog velikomučenika Dimitrija) in Leskovac, einem Dorf in der Gradska opština Lazarevac (einer Stadtgemeinde von Belgrad), ist eine serbisch-orthodoxe Kirche im zentralen Serbien.
Das 1892 erbaute Kirchengebäude ist dem Hl. Großmärtyrer Dimitri geweiht und ist die Pfarrkirche der Kirchengemeinde Leskovac und der dazugehörigen Pfarreien I und II im Dekanat Beljanica der Eparchie Šumadija der Serbisch-Orthodoxen Kirche.
Als unbewegliches Kulturgut besitzt die Kirche den Status eines Kulturdenkmals und steht unter staatlichem Schutz.

## Lage
Das Dorf Leskovac oder auch, zur besseren Unterscheidung von anderen Orten mit gleichem Namen Kolubarski Leskovac genannt, liegt nordöstlich des Gemeindehauptortes der Stadt Lazarevac.
Das Kirchengebäude steht im südöstlichen Dorfgebiet, im Weiler Žabari, an der Straße Ulica Nikole Minića Nr. 104. Unweit nördlich der Kirche befindet sich der große Dorffriedhof.
Im umzäunten, dekorativ hergerichteten und weiträumigen Kirchhof, mit einem großen Eingangsportaltor an der Nordseite und mehreren Nebentoren, stehen neben der Kirche, der freistehende Glockenturm, das Pfarrhaus, eine Kapelle zum Kerzenentzünden, zwei Kirchbrunnen, mehrere alte Grabdenkmäler, ein Kinderspielplatz, Sitzbänke, Blumenbeete und Bäume.

## Geschichte

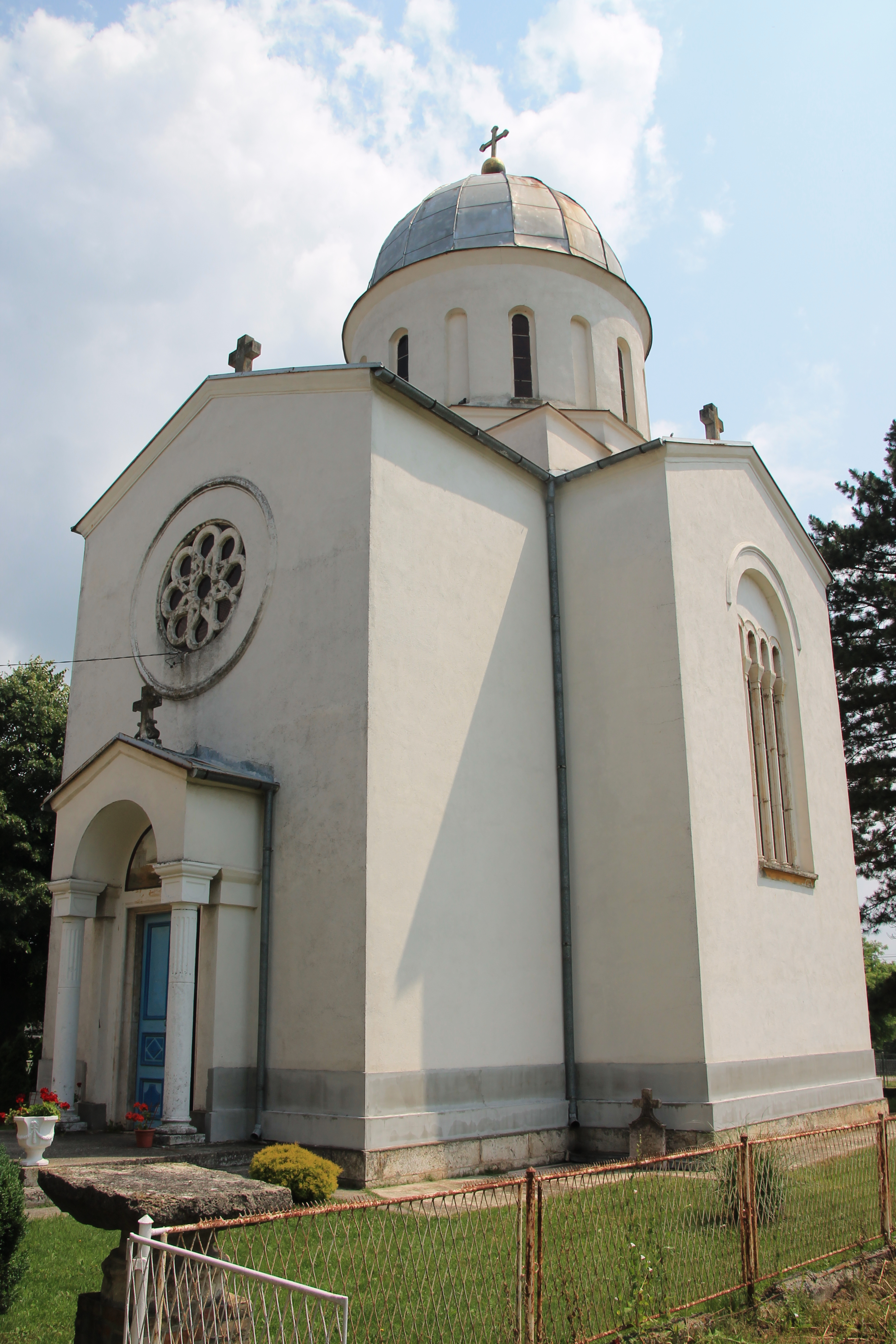
Südfassade der Kirche

Vor dem heutigen Gotteshaus stand an gleicher Stelle eine Holzkirche aus dem 17. Jahrhundert. Die heutige Kirche Hl. Großmärtyrer Dimitri wurde 1892 im damaligen Königreich Serbien erbaut.
Es wird angenommen, dass der Entwurf der Kirche, der im Geiste des damals wieder aufkommenden und bald vorherrschenden serbisch-byzantinischen Stils gestaltet wurde, dem berühmten Architekten Svetozar Ivačković zugeschrieben werden kann, einem der Hauptvertreter dieses Stils in der serbischen Profan- und Sakralarchitektur am Ende des 19. Jahrhunderts. Das Kirchengebäude stellt eines der ersten Beispiele der neuen Bautendenz, in der Erneuerung der alten mittelalterlichen Baustile im so genannten serbisch-byzantinischen Stil oder auch nationalen Stil genannt, in der serbischen Kirchenarchitektur dar.
Zeitgleich mit der Kirche wurden auch der Glockenturm und das Pfarrhaus errichtet, die eine einzigartige räumliche, architektonische und kulturgeschichtliche Einheit bilden.
Der geräumige Innenraum wird von der Ikonostase im klassizistischen Stil dominiert. Die aus massivem Holz gefertigte Ikonostase wiederholt auch die Merkmale des nationalen Stils und ist mit dem erkennbaren Autorenstempel des Svetozar Ivačković versehen. Die Ikonen auf der Ikonostase wurden vom bekannten Belgrader, Maler und Professor Živko Jugović, geschaffen. Die auf einem Holzuntergrund ruhenden Ikonen, sind in Öl auf Leinwand gemalt.
In der Schatzkammer der Kirche werden Archivalien von außerordentlichem Wert aufbewahrt: alte Kirchenbücher, künstlerisches und dokumentarisches Material sowie Aufzeichnungen und Zeichnungen, des Archimandriten des Klosters Bogovađa, Hadži Ruvim Nešković.
Im Kirchhof befindet sich ein Beinhaus für gefallene serbische Soldaten aus den Jahren des Ersten Weltkrieges (1914–1918).
Seit dem 15. Januar 2003 trägt die Kirche den Titel eines Kulturdenkmals und ist unter den Schutz des Staates gestellt worden. Auch wurden im Verlauf einige Rekonstruktions- und Renovierungsarbeiten am Kirchengebäude, dem Glockenturm und dem Pfarrhaus durchgeführt. Am 5. August 2006 weihte der Bischof der Eparchie Šumadija, Jovan, die Fundamente der Kapelle im Kirchhof und hielt die hierarchische Liturgie in der Kirche. Die Kapelle wurde 2006 fertiggestellt.
Am 8. November 2022, der Slava der Kirche, feierte das Gotteshaus sein 130-jähriges Bestehen. Zu diesem festlichen Anlass hatten sich die Dorfbewohner und viele Gläubige der Umgebung versammelt. Auch Bischof Jovan besuchte zu diesem feierlichen Ereignis den Ort und hielt die Hl. hierarchische Liturgie mit der Assistenz von mehreren Geistlichen in der Kirche.
Am 27. Juli 2024 besuchte Bischof Jovan erneut das Gotteshaus und hielt mit der Assistenz von mehreren Geistlichen und dem Dasein von vielen Gläubigen die bischöfliche Liturgie.

## Architektur
Die einschiffige Kreuzkuppelkirche ist als ein Zentralbau mit einem Grundriss in Form eines freien griechischen Kreuzes konzipiert. Das Kirchengebäude verfügt über eine von Außen mehrseitige und im Inneren halbrunde Altar-Apsis im Osten, am Schnittpunkt der Kreuzarme der Kirche über der Mitte des Naos sich erhebende monumentale auf einem Tambour ruhende Kuppel und einen kleinen Narthex im Westen.
Die Fassaden wurden mit abwechselnden polychromen Bändern aus Ziegeln und Bruchsteinen verziert, inspiriert von den Beispielen der serbischen mittelalterlichen Architektur.
Die Kirche besitzt einen säulengestützten angebauten Haupteingang an der Westfassade. Und einen ebenfalls in einem Anbau befindlichen Nebeneingang an der Nordfassade. Über der Tür des Haupteinganges ist eine Patronatsmalerei des Hl. Dimitri dargestellt. Auffällig sind die hellblau angemalten Türen der Eingänge.
Das Gotteshaus besitzt sieben Kirchenkreuze (eines auf der Spitze der Rundkuppel, vier auf den Seitenarmen der Kirche und jeweils eines auf den Dächern der Eingangsanbauten).
Das Kircheninnere wird von der sehenswerten, mehrstöckigen und mehrtürigen Ikonostase mitsamt Ikonen, im Stil des Klassizismus, dominiert. Im Kircheninnenraum befinden sich zudem der Bischofsthron, Kronleuchter, wenig Chorgestühl, ein kleiner Kirchenladen, Gedenktafeln für gefallene Soldaten und Chorständer.
Die Kirche verfügt über einen Chorbalkon (Empore) im westlichen Kirchenschiff. Die Kirchenwände sind mit bunten Farben, marmorimitierenden Bemalungen, wenigen Ornamenten und Wandmalereien von Heiligen geschmückt.

## Galerie

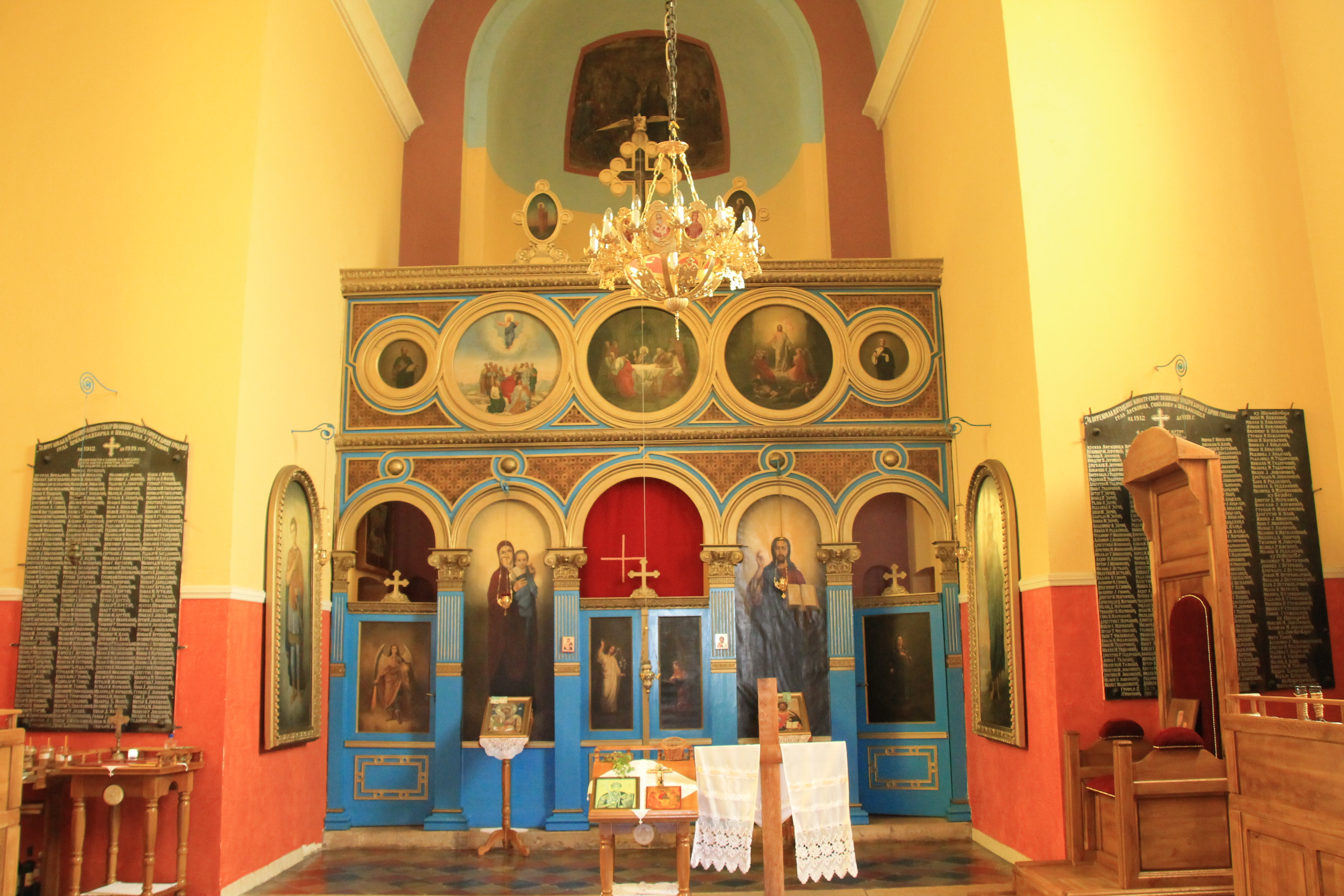
Die Ikonostase und Gedenktafeln
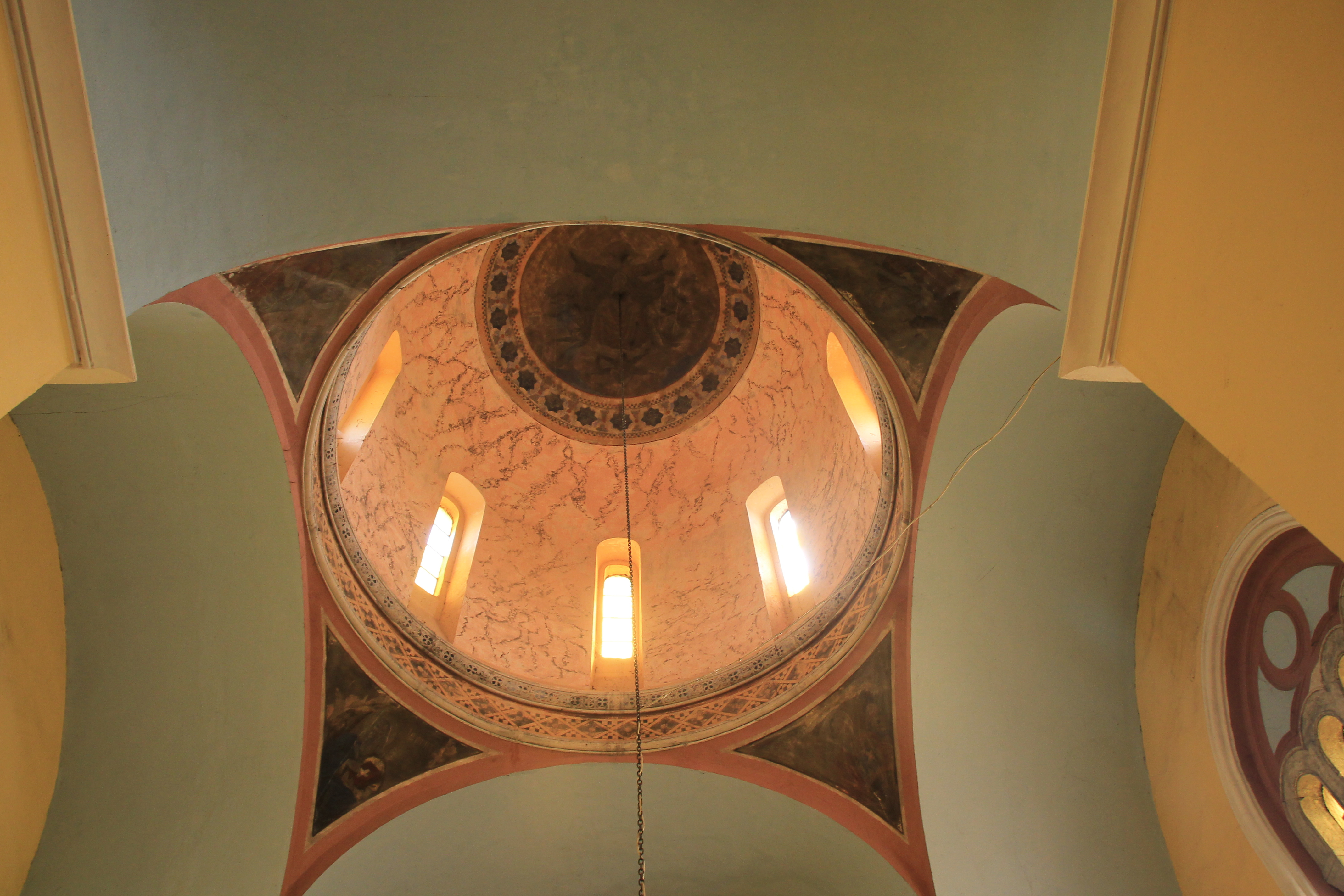
Blick in die Kirchenkuppel
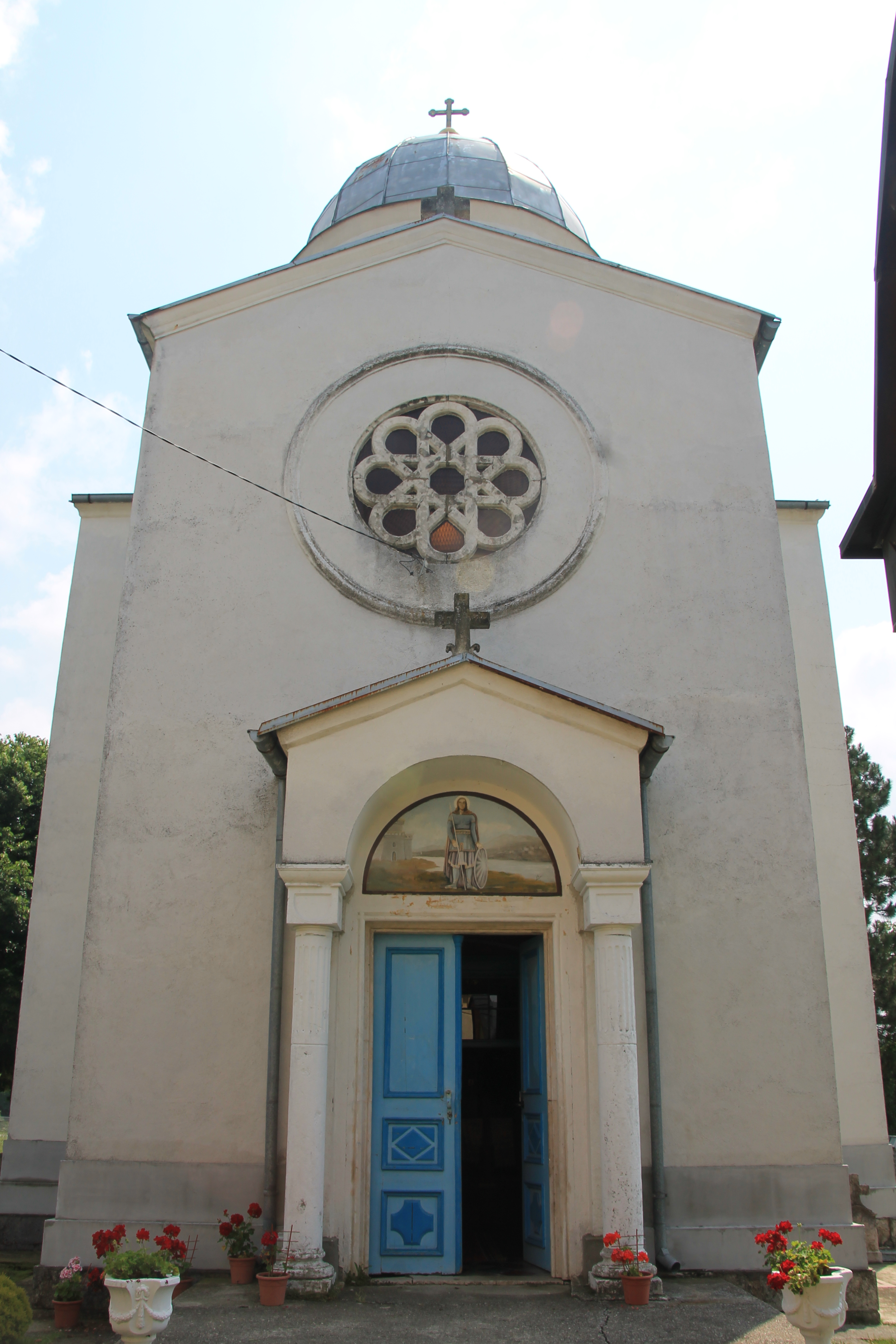
Westfassade mit Haupteingang
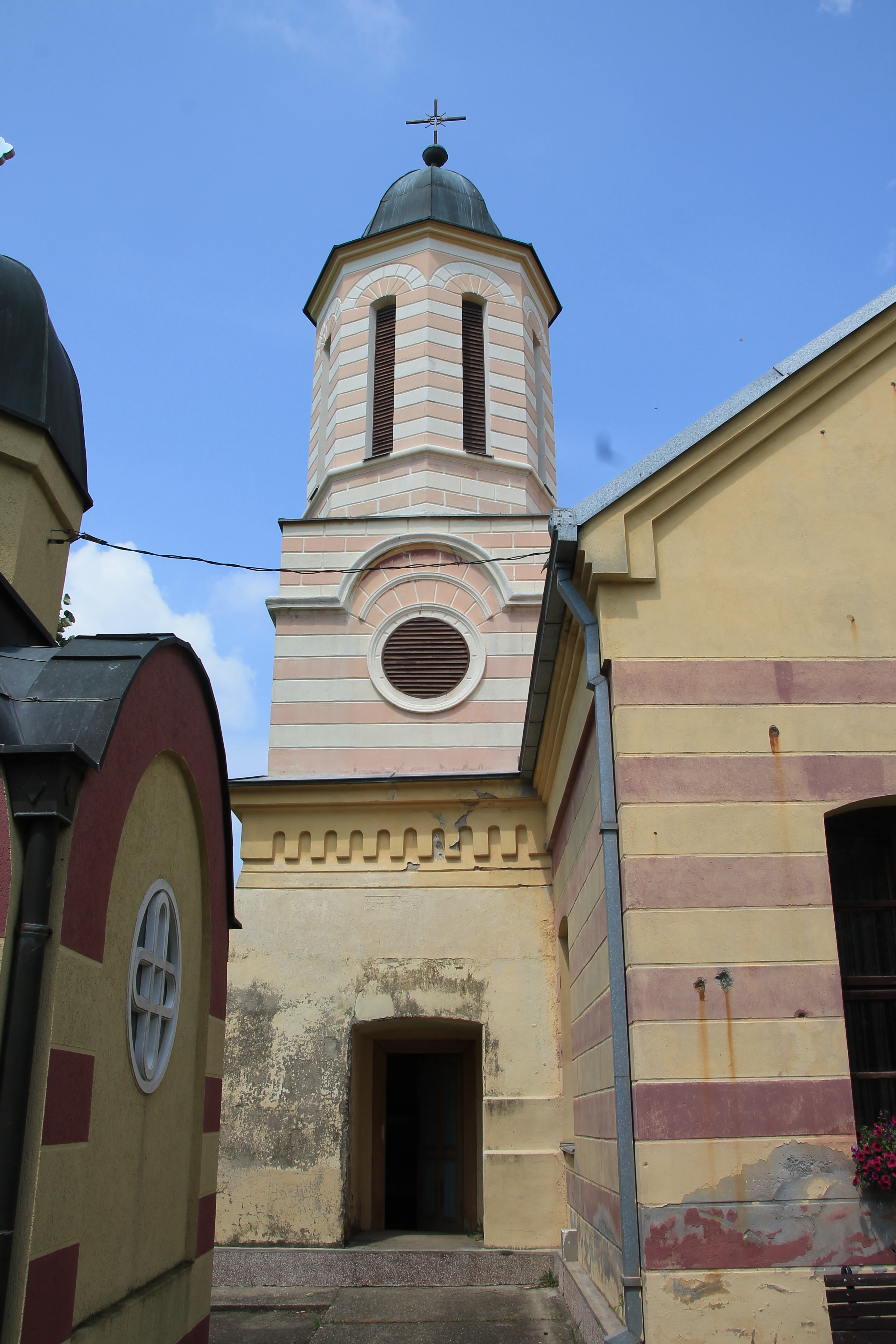
Der Glockenturm
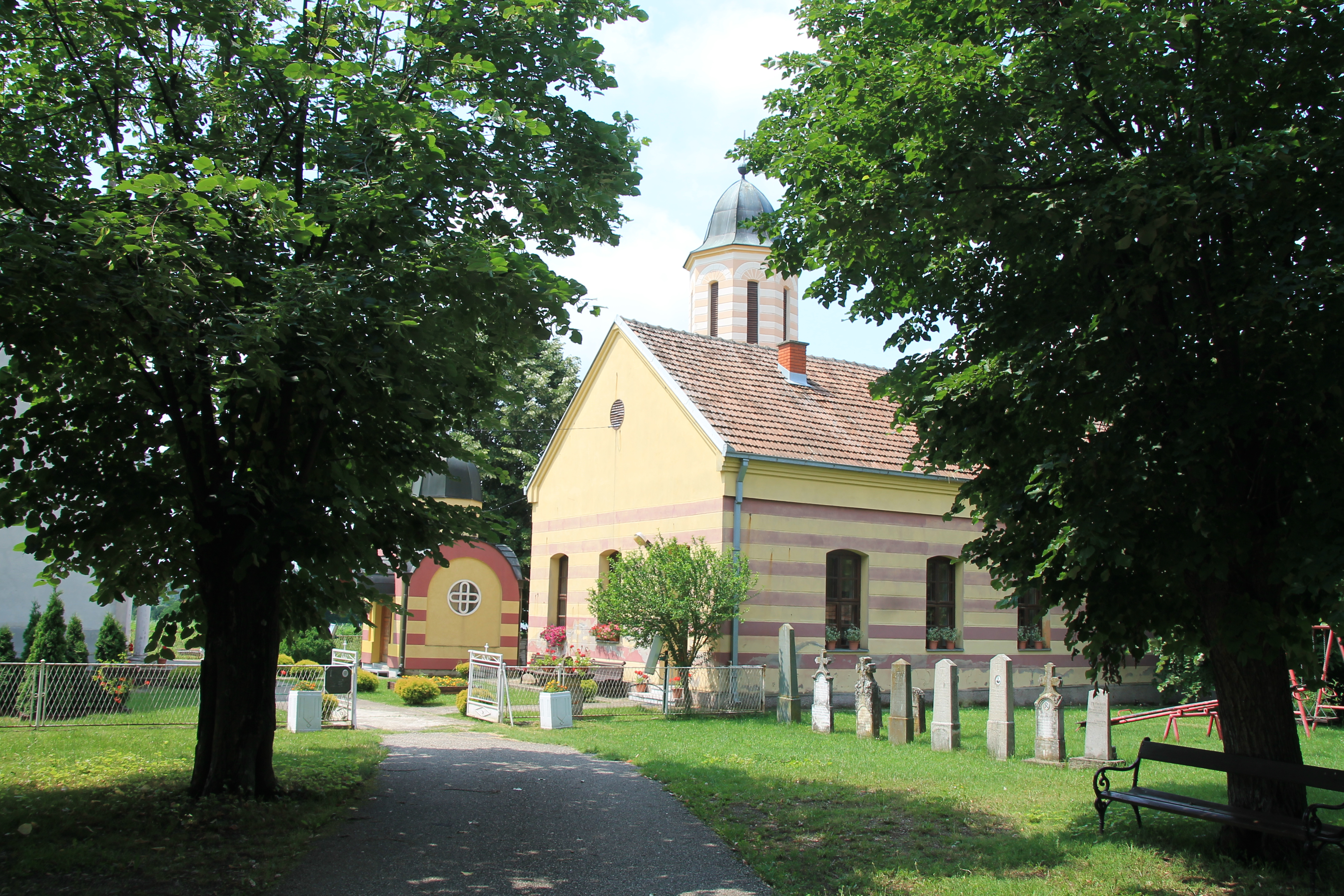
Kirchhof, Natur, Pfarrhaus, Kapelle